# Ampithoidae
Ampithoidae es una familia de crustaceos anfípodos marinos. Sus 214 especies se distribuyen por todo el mundo.

## Clasificación
Se reconocen los siguientes géneros agrupados en dos subfamilias:
- Subfamilia Ampithoinae Boeck, 1871
  - Amphithoides Kossmann, 1880
  - Amphitholina Ruffo, 1953
  - Ampithoe Leach, 1814
  - Cymadusa Savigny, 1816
  - Macropisthopus K.H. Barnard, 1916
  - Paradusa Ruffo, 1969
  - Paragrubia Chevreux, 1901
  - Peramphithoe Conlan & Bousfield, 1982
  - Plumithoe Barnard & Karaman, 1991
  - Pseudamphithoides Ortiz, 1976
  - Pseudopleonexes Conlan, 1982
  - Sunamphitoe Bate, 1857
- Subfamilia Exampithoinae Myers & Lowry, 2003
  - Exampithoe K.H. Barnard, 1926